# ماري سليست
ماري سِلِّيست (بالإنجليزية: Mary Celeste، أحيانًا يُكتب Marie Celeste خطأً) كانت بريجانتين تجارية أمريكية، اُكتُشِفت منجرفة ومهجورة في المحيط الأطلسي قبالة جزر الأزور يوم 4 ديسمبر 1872. عثرت عليها البريجانتين الكندية «دي جراشا» (باللاتينية: Dei Gratia) في حالة سيئة ولكنها صالحة للإبحار، تحت شراع مضبوط جزئيًا، وكان قارب النجاة مفقودًا. كان آخر تدوين في سِجلها يعود إلى تسعة أيام قبل ذلك، وكانت قد غادرت مدينة نيويورك إلى جِنوة يوم 7 نوڤمبر، وعند اكتشافها كانت مؤنها لا تزال وافرة، وكانت شحنتها من الكحول المغيَّر سليمة، وكانت ممتلكات القبطان والطاقم الشخصية في أماكنها لم تُمس. أما الذين كانوا على متنها فلم يُشاهَد أو يُسمَع عنهم مرة أخرى.
بُنيت ماري سليست في نوڤا سكوشا بجزيرة سپينسر، وأُطلِقت تحت التسجيل البريطاني باسم «أمازون» (بالإنجليزية: Amazon)‏ سنة 1861. ثم انتقلت إلى المِلْكية والتسجيل الأمريكيين سنة 1868، وعندما حصلت على اسمها الجديد أبحرت بعد ذلك بشكل هادئ حتى رحلتها الشهيرة سنة 1872. وعقب استعادتها في جلسات استماع الإنقاذ في جبل طارق، نظر ضباط المحكمة في احتمالات مختلفة للتصرف الإجرامي، والتي تضمنت تمردًا من قِبل أفراد الطاقم، والقرصنة من قِبل طاقم دي جراشا وغيرهم، والتآمر من أجل التأمين أو احتيال الإنقاذ. لم يكن هناك دليل مقْنِع يدعم هذه النظريات، ولكن الشكوك التي لم تُحَل أدت إلى خفض قيمة الإنقاذ نسبيًا.
ساهمت الطبيعة غير الحاسمة لجلسات الاستماع في تعزيز التكهنات المستمرة بشأن طبيعة اللغز، وقد تعقدت القصة مرارًا بسبب التفاصيل الخاطئة والخيال. وقد تضمنت الفرضيات التي تم تقديمها: التأثيرات على أفراد الطاقم من قِبل تصاعد أبخرة الكحول من الحمولة، والزلازل البحرية، وأعمدة الماء، وهجوم سبيدج عملاق، وتدخلًا خارقًا للطبيعة.
وبعد جلسات استماع جبل طارق استمرت ماري سليست في الخدمة لدى المُلَّاك الجدد. وفي سنة 1885 عمد قبطانها إلى تدميرها قبالة ساحل هايتي كجزء من محاولة احتيال التأمين. وقد رُوِيَت ومُثِّلَت قصة هجرها في سنة 1872 مرات عديدة، في الوثائقيات والروايات والمسرحيات والأفلام، وأصبح اسم السفينة مرادفًا للفرار غير المبرَّر.

## التاريخ المبكر

### أمازون

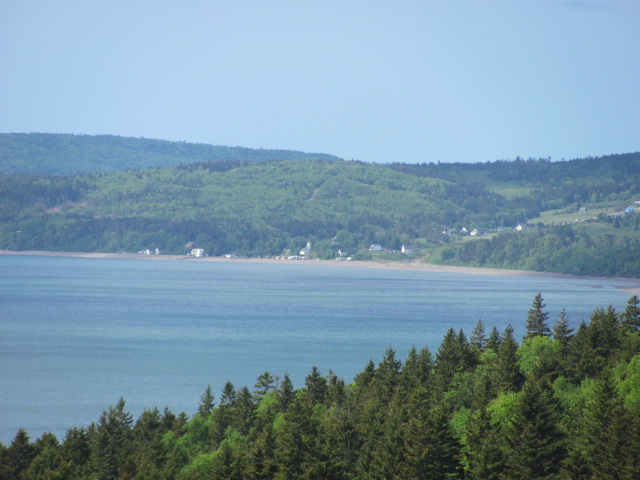
جزيرة سپينسر، الصورة سنة 2011.

وُضِعت عارضة ما ستصبح في المستقبل ماري سِلِّيست في أواخر سنة 1860 في حوض چوشا دويز في قرية جزيرة سپينسر، على شواطئ خليج فندي في نوڤا سكوشا. بُنيت السفينة من الخشب المقطوع محليًا، مع اثنان من الصواري، وكانت مجهزةً كما البريجانتين؛ وقد بُنيت بطريقة كارڤل، مع هيكل مغطى بألواح خشبية مستوية بدلًا من التداخل. أُطلِقت يوم 18 مايو 1861 باسم «أمازون» وسُجِّلت في بلدة پاروسبورو المجاورة في 16 يونيو 1861. وقد وصفتها وثائق تسجيلها بأن طولها بلغ 99.3 قدمًا (30.3 م) وعرضها 25.5 قدمًا (7.8 م) وعمقها 11.7 قدمًا (3.6 م) مع حمولة إجمالية تبلغ 198.42 طنًا. وكانت مملوكة من قِبل ائتلاف تجاري محلي مُكوَّن من تسعة أشخاص برئاسة دويز، ومن بين المالكين المشترِكين كان روبرت ماكليلان، أول قبطان للسفينة.
في رحلتها الأولى في يونيو 1861، أبحرت أمازون إلى الجزر الخمسة بنوڤا سكوشا لتتسلم شحنة من الأخشاب لتسافر عبر الأطلسي إلى لندن. وبعد الإشراف على تحميل السفينة، شعر القبطان ماكليلان بالمرض، وساءت حالته، وعادت أمازون إلى جزيرة سپينسر حيث توفي ماكليلان في 19 يونيو. ثم أخذ چون نوتينج پاركر منصب القبطان واستأنف الرحلة إلى لندن، وفي الرحلة واجهت أمازون المزيد من المغامرات؛ فقد اصطدمت بمعدات صيد أسماك في مضيق قبالة إيستپورت بمين، وبعد مغادرة لندن اصطدمت بمركب شراعي بصاريَّين وأغرقته في القناة الإنجليزية.
بقي پاركر في القيادة لمدة عامين، حيث عملت أمازون بشكل أساسي في تجارة جزر الهند الغربية. وعبرت الأطلسي إلى فرنسا في نوڤمبر 1861. وفي مارسيليا كانت موضوع لوحة، ربما من قِبل هونور دي پيليجرين، وهو فنان بحري مشهور من مدرسة مارسيليا. وفي سنة 1863 خلف وليام تومسون پاركر، والذي بقي في القيادة حتى سنة 1867. كانت هذه سنوات هادئة؛ وقد ذكر أحد أفراد طاقم أمازون فيما بعد «ذهبنا إلى الهند الغربية، إنجلترا والمتوسط—ما نسميه التجارة الخارجية. لم يحدث شيء غير عادي». وفي أكتوبر 1867 في جزيرة كيپ بريتون جنحت أمازون إلى الشاطئ بفعل عاصفة، وأصيبت بأضرار بالغة حتى أن مالكيها تخلوا عنها كحطام. وفي 15 أكتوبر استحوذ عليها ألكسندر ماكبين كسفينة متروكة من خليج جليس بنوڤا سكوشا.

### مُلاك جدد، اسم جديد
في خلال شهر، باع ماكبين الحطام لرجل أعمال محلي، والذي باعه في نوڤمبر 1868 لريتشارد دبليو هينس، وهو بحّار أمريكي من نيويورك. دفع هينس 1,750 دولارًا أمريكيًا من أجل الحطام، ثم أنفق 8,825 دولارًا لترميمه. وجعل نفسه قبطانها، وفي ديسمبر 1868 سجلها مع جامع الجمارك في نيويورك كسفينة أمريكية، تحت اسم جديد: ماري سِلِّيست.
وفي أكتوبر 1869، تم الاستيلاء على السفينة من قِبل دائني هينس، وبيعت إلى ائتلاف تجاري في نيويورك يرأسه چميس إتش وينشستر. وخلال السنوات الثلاثة التالية تغَّير تكوين هذا الائتلاف عدة مرات، على الرغم من أن وينشستر احتفظ بنصف الحصة على الأقل طوال الوقت. ولا يوجد سجل لأنشطة ماري سليست التجارية خلال هذه الفترة. وفي أوائل سنة 1872 خضعت السفينة لتجديد كبير تكلف 10.000 دولارًا، وهو ما أدى إلى توسيعها كثيرًا. وزاد طولها إلى 103 قدمًا (31 م) وعرضها إلى 25.7 قدمًا (7.8 م) وعمقها إلى 16.2 قدمًا (4.9 م). ومن بين التغييرات الهيكلية أُضيف سطح ثان؛ يشير تقرير المفتش إلى التمديدات حتى سطح مؤخرة السفينة العلوي، وسطح جديد للمؤخرة، واستبدال العديد من الأخشاب. زاد التجديد حمولة السفينة إلى 282.28 طنًا. وفي 29 أكتوبر 1872 كان الائتلاف يتكون من وينشستر وستة من اثنا عشر، واثنان من المستثمرين الثانويين، وواحد من اثنا عشر للفرد، مع الأربعة المتبقية من الاثنا عشر يأخذها قبطان السفينة الجديد، بنچامين سپونر بريجز.

## القبطان بريجز والطاقم

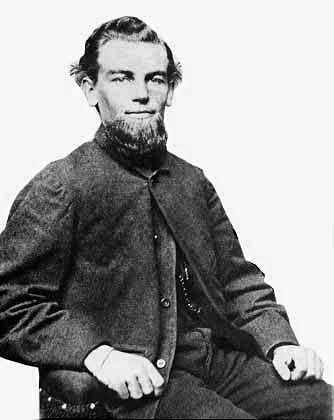
القبطان بنچامين بريجز.

وُلد بنچامين بريجز في ويرهام بماشاتشوستس في 24 أبريل 1835، وهو واحد من خمس أبناء للقبطان البحري ناثان بريجز، وقد عملوا جميعًا ما عدا واحد في البحر، وأصبح اثنان منهم قباطنة. كان بنچامين مسيحيًا متدينًا وكان يقرأ الإنجيل بانتظام وكان غالبًا يشهد على إيمانه في اجتماعات الصلاة. وفي سنة 1862 تزوج ابنة عمه سارة إليزابيث كوب، وقضى شهر عسل في البحر المتوسط على متن سكونته «فورست كينج» (بالإنجليزية: Forest King)‏. ووُلد له طفلان: ابن هو آرثر في سپتمبر 1862، وابنة هي صوفيا ماتيلدا في أكتوبر 1870.
بحلول وقت مولد صوفيا كان بريجز قد حقق مكانة عالية في مهنته، ومع ذلك، فقد نظر في تقاعده من العمل في البحر من أجل العمل مع شقيقه القبطان أوليڤر، والذي كان قد سئم أيضًا من حياة الترحال. ولكنهما لم يشرعا في هذا المشروع، وبدلًا من ذلك اِستثمر كل منهما مدخراته في حصة من سفينة: اِستثمر أوليڤر في «چوليا أيه هالوك» (بالإنجليزية: Julia A. Hallock)‏ واِستثمر بنچامين في ماري سليست. وفي أكتوبر 1872 تولى بنچامين قيادة ماري سليست في رحلتها الأولى بعد تجديدها الشامل في نيويورك، والذي كان سيأخذها إلى جِنوة في إيطاليا، ورتّب لزوجته وابنته الرضيعة من أجل مرافقته، بينما ترك ابنه في سن المدرسة في المنزل مع جدته.
اختار بريجز طاقم هذه الرحلة بعناية. الضابط الأول كان ألبرت جي ريتشاردسون المتزوج من ابنة أخت وينشستر وأبحر تحت قيادة بريجز من قبل. والثاني هو أندرو جيلينج البالغ من العمر 25 سنة، كان دنماركيًا في الأصل على الرغم من أنه وُلد في نيويورك. والمضيف إدوارد وليام هيد المتزوج حديثًا، سُجِّل بتوصية شخصية من وينشستر. كان البحارة الأربعة جميعهم من الألمان من جزر فريزيا، الأخوين ڤولكريت وبوز لورينزين وأريان مارتنز وجوتليب جودستشاد. وصفتهم شهادة لاحقة بأنهم «بحارة مسالمين من الدرجة الأولى». وفي رسالة إلى والدته قبل الرحلة بوقت قصير، أعلن بريجز عن رضاه بشكل كبير عن السفينة وطاقمها. وأبلغت سارة بريجز والدتها أن الطاقم بدا أنه مؤهل بشكل هادئ، «إذا استمروا كما بدأوا».

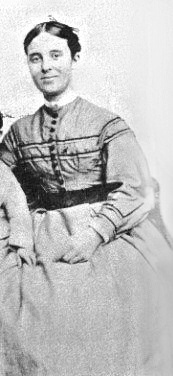
سارة زوجة القبطان بريجز.
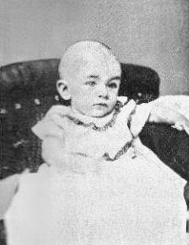
صوفيا ابنة بريجز وسارة.
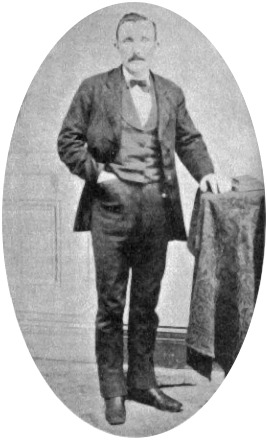
الضابط الأول ألبرت ريتشاردسون.

## المغادرة

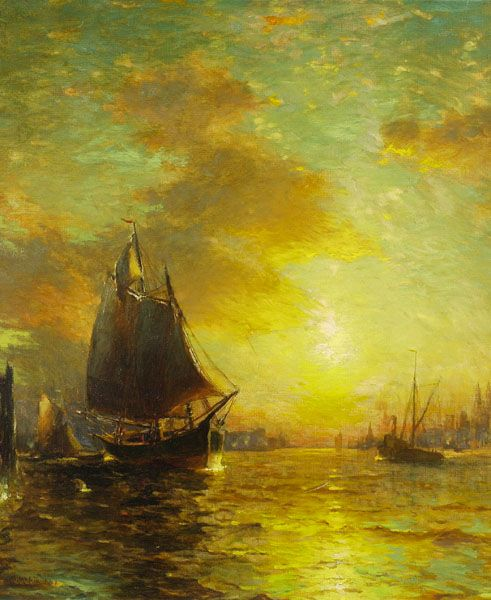
رسم من قِبل جورج ماكورد لميناء نيويورك في القرن التاسع عشر.

في 20 أكتوبر 1872 وصل بريجز إلى الرصيف البحري رقم 50 على النهر الشرقي في مدينة نيويورك، للإشراف على شحن حمولة السفينة إلى جِنوة وهي 1,701 برميلًا من الكحول المغيَّر. وبعد أسبوع انضمت إليه كل من زوجته وابنته. وفي يوم الأحد 3 نوڤمبر 1872، كتب بريجز إلى والدته وأخبرها أنه ينوي المغادرة يوم الثلاثاء، مضيفًا «سفينتنا في حالة جميلة وآمل أن يكون طريقنا جيدًا».
وفي صباح الثلاثاء 5 نوڤمبر، غادرت ماري سليست الرصيف 50 وعلى متنها بريجز وزوجته وابنته وسبعة من أفراد الطاقم وذهبت إلى ميناء نيويورك. حالة الطقس لم تكن مؤكَّدة وقرر بريجز الانتظار لظروف أفضل. وقام بتثبيت السفينة قبالة جزيرة ستاتن، حيث استغلت سارة التأخير لإرسال رسالة أخيرة لحماتها، حيث كتبت «أخبري آرثر أنني أعتمد بشكل كبير على الرسائل التي سأحصل عليها منه، وسأحاول أن أتذكر أي شيء يحدث في الرحلة يسعده أن يسمعه». وفي 7 نوڤمبر عندما خفّت حالة الطقس غادرت ماري سليست الميناء وخرجت إلى المحيط الأطلسي.
وبينما كانت ماري سليست تستعد للإبحار، كانت هناك بريجانتين أخرى هي الكندية دي جراشا، والتي كانت موجودة بالقرب من هوبوكين بنيوچيرسي في انتظار شحنة من النفط لتنقلها إلى جنوة عبر جبل طارق. كان قبطانها ديڤيد مورهاوس وضابطه الأول أوليڤر ديڤو من نوڤا سكوشا، وكلاهما من البحارة ذوي الخبرة العالية والمحترمين. وكقباطنة لهما مصالح مشتركة فمن المحتمَل أن مورهاوس وبريجز كان يعرفان بعضها البعض، وإن كان عرضًا فقط. تجزم بعض الروايات بأنهما كانا صديقان مقربان، واللذان تناولا العشاء معًا في المساء قبل مغادرة ماري سليست، ولكن الدليل على هذا يقتصر على تذكُّر أرملة مورهاوس بعد 50 عامًا من الحدث. وقد غادرت دي جراشا إلى جبل طارق في 15 نوڤمبر بعد مغادرة ماري سليست بثمانية أيام، على نفس الطريق العام.

## السفينة المهجورة
وصلت دي جراشا إلى الموقع 38°20′N 17°15′W / 38.333°N 17.250°W في منتصف الطريق بين جزر الأزور وساحل البرتغال في حوالي الساعة الواحدة مساء الأربعاء 4 نوڤمبر بتوقيت البَر (الثلاثاء 5 نوڤمبر بتوقيت البحر). عندما جاء القبطان مورهاوس على سطح السفينة، أبلغه المسؤول عن الدفة عن سفينة تبعد حوالي 6 أميال (9.7 كم)، متجهة بشكل غير مستقر نحو دي جراشا، أدت حركة السفينة غير المنتظمة والضبط الغريب لأشرعتها إلى اشتباه مورهاوس في أن هناك خطأ ما. ومع اقتراب السفينتان من بعضهما لم يتمكن من رؤية أي شخص على سطحها، ولم يتلق أي رد على إشاراته، لذلك أرسل ديڤو والضابط الثاني چون رايت في قارب السفينة للتحقيق. ومن الاسم على مؤخرتها أكد كلاهما أن هذه ماري سليست؛ ثم تسلقا على متنها حيث وجدا السفينة مهجورة، كانت الأشرعة المضبوطة جزئيًا في حالة سيئة وبعضها مفقود كليًا، وكانت الكثير من التجهيزات تالفة، وكانت الحبال معلقة بشكل متهدل على الجانبين، وكان غطاء الكوة الرئيسية مؤمَّنًا ولكن الكوات الأمامية والعلوية كانت مفتوحة، وكانت أغطيتها بجوارها على السطح. وقارب النجاة الوحيد للسفينة وهو زورق صغير والذي كان قد خُزِّن على ما يبدو فوق الكوة الرئيسية كان مفقودًا، في حين أن صندوق بوصلة السفينة كان قد تحرك من مكانه وقد كُسِر غلافه الزجاجي. وكان هناك حوالي 3.5 قدمًا (1.1 م) من الماء في المخزن وهي كمية كبيرة لكنها ليست مخيفة لسفينة بهذا الحجم. وتم العثور على قضيب السبر (جهاز لقياس كمية الماء في المخزن) متروكًا على السطح.
كان آخر تدوين في السجل اليومي للسفينة والذي عُثِر عليه في غرفة الضابط الأول مؤرَّخًا في الثامنة من صباح 25 نوڤمبر قبل تسع أيام. وسجل موقع ماري سليست وقتئذ في 37°01′N 25°01′W / 37.017°N 25.017°W قبالة جزيرة سانتا ماريا في جزر الأوز؛ على مسافة تبعد 400 ميلًا بحريًا (740 كم) تقريبًا من النقطة حيث اِلتَقت دي جراشا بها. رأى ديڤو أن داخل الغرفة كان مبللًا وغير مُرتَّبًا بسبب المياه التي دخلت من خلال المداخل والنوافذ السقفية، إلا أنها كانت مُرتَّبة ترتيبًا معقولًا. وفي غرفة بريجز عَثر ديڤو على أشياء شخصية مبعثرة، من بينها سيف مغمد تحت السرير، ولكن معظم أوراق السفينة كانت مفقودة، بالإضافة إلى أدوات القبطان الملاحية. وكانت معدات مطبخ السفينة مُخزَّنة بعناية؛ فلم يكن هناك طعامًا جاهزًا أو قيد التحضير، ولكن كان هناك الكثير من المؤن في المخازن. ولم تكن هناك علامات واضحة للحريق أو العنف. وتشير الأدلة إلى خروج منظم من السفينة، من خلال قارب النجاة المفقود.
عاد ديڤو لإبلاغ مورهاوس بما وجده، والذي قرر جلب السفينة المهجورة إلى جبل طارق، على مسافة تبعد 600 ميلًا بحريًا (1,100 كم). وبموجب القانون البحري يمكن أن يتوقع المنقذ حصة كبيرة من القيمة الإجمالية للسفينة والحمولة التي تم انقاذها، الجائزة الدقيقة تعتمد على درجة الخطر الكامن في الإنقاذ. قسَّم مورهاوس طاقم دي جراشا المكوَّن من ثمانية أفراد بين السفينتين، وأرسل ديڤو واثنين من البحارة ذوي الخبرة إلى ماري سليست، بينما بقي هو وأربعة آخرين على دي جراشا. كان الطقس هادئًا نسبيًا في معظم الطريق إلى جبل طارق، ولكن بما أن كل سفينة كانت تعاني نقصًا خطيرًا في أفراد الطاقم، فقد كان التقدم بطيئًا. وصلت دي جراشا إلى جبل طارق في 12 ديسمبر، بينما وصلت ماري سليست التي واجهت الضباب في الصباح التالي. وحُجِزَت على الفور من قِبل محكمة نائب الأميرالية تحضيرًا لجلسات استماع الإنقاذ. كتب ديڤو إلى زوجته أن محنة احضار السفينة كانت «يمكنني القول بصعوبة ما صنعت، لكني لا أبالي طالما أنا في أمان. سيُدفع لي جيدًا من أجل ماري سليست».

## جلسات استماع إنقاذ جبل طارق

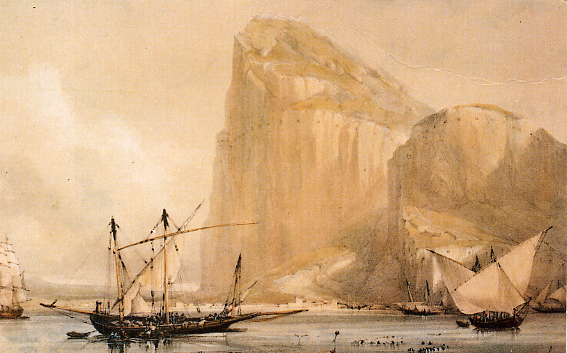
جبل طارق في القرن التاسع عشر.

بدأت جلسات استماع محكمة الإنقاذ في جبل طارق يوم 17 ديسمبر 1872، برئاسة السير چيمس كوتشرين، رئيس محكمة جبل طارق. وأجرى الجلسة فريدريك سولي-فلود المدعي العام لجبل طارق والذي كان أيضًا محاميًا عامًا، والمُراقِب للملكة في مكتبها في الأميرالية. وصف أحد مؤرخي قضية ماري سليست فلود بأنه رجل «تتناسب عجرفته وغروره بشكل عكسي مع معدل ذكاءه». و«نوع الرجل هذا، الذي عندما يصنع رأيه بشأن شيء ما، لا يمكن تغييره». أقنعت شهادتي ديڤو ورايت فلود بشكل غير قابل للتغيير بأن جريمة قد ارتُكِبت، وهو اعتقاد اِلتقطته صحيفة «شيپينج آند كومّيرشال لِيست» (بالإنجليزية: Shipping and Commercial List)‏ في نيويورك في 21 ديسمبر: «الاستدلال هو أنه كانت هناك جريمة في مكان ما، وأن الكحول يقع في الأسفل منها».
وفي 23 ديسمبر أمر فلود بفحص ماري سليست، وهي المهمة التي قام بها چون أوستن، مسّاح السفن، مع مساعدة من الغطّاس ريكاردو پورتونيتو. أشار أوستن إلى أن القَطع على جانبي المقدمة كان بسبب أداة حادة في اعتقاده، وعثر على آثار ممكنة لِدَم على سيف القبطان، وأكد تقريره أن السفينة لم يبدو أنها تعرضت لضربات جوية قوية، مستشهدًا بقارورة زيت ماكينة الخياطة التي وُجدت قائمة في مكانها. ولم يقر أوستن بأن القارورة ربما اُستُبدِلت منذ الاخلاء، وأيضًا لم تثير المحكمة هذه النقطة. وخلص تقرير پورتونيتو عن الهيكل إلى أن السفينة لم تتعرض أبدًا لتصادم أو جنوح. وأيَّد تفتيشًا آخر قامت به مجموعة من قباطنة البحرية الملكية رأي أوستن بأن القَطع على المقدمة قد حدث عمدًا. كما اكتشفوا بقعًا على أحد قضبان سور السفينة والتي يمكن أن تكون دمًا، مع علامة عميقة يُحتمل أن تكون بسبب فأس. عززت هذه الاكتشافات شكوك فلود بأن الأخطاء البشرية بدلًا من الكارثة الطبيعية تكمن وراء اللغز. وفي 22 يناير 1873، أرسل فلود التقارير إلى مجلس التجارة في لندن، مضيفًا استنتاجه الخاص بأن الطاقم حصل على الكحول (متجاهلًا عدم صلاحيته) وقتل أسرة بريجز وضباط السفينة في نوبة سُكْر. لقد قطعوا المقدمة لمحاكاة الاصطدام، ثم هربوا في القارب ليعانوا من مصير مجهول. ظن فلود أن مورهاوس ورجاله كانوا يخفون شيئًا، على وجه التحديد أن ماري سليست هُجِرَت في موقع نحو الشرق أكثر، وأن السجل تم التلاعب به. فهو لم يستطع أن يقبل بأن ماري سليست كان يمكنها أن تسافر مسافة كبيرة وهي غير مأهولة.
وصل چيمس وينشستر إلى جبل طارق يوم 15 يناير، للاستعلام عن موعد إطلاق سراح ماري سليست لتُسلِّم حمولتها. طلب فلود ضمانة تبلغ 15,000 دولارًا، وهو مبلغ لم يكن بحوزة وينشستر. والذي أدرك أن فلود يظن أنه ربما تعمد إشراك طاقم يمكن أن يقتل بريجز وضباطه كجزء من بعض التآمر. وفي 29 يناير، وفي خلال سلسلة من التبادلات الحادة مع فلود، شهد وينشستر على شخصية بريجز العالية، وأصر على أنه ما كان ليتخلى عن السفينة إلا في أقصى درجة. وتعرضت نظريات فلود بشأن التمرد والقتل لانتكاسات كبيرة عندما أظهر التحليل العلمي للبقع التي عُثِر عليها على السيف وأماكن أخرى على السفينة أنها لم تكن دمًا. وجاءت ضربة ثانية لفلود في تقرير مفوَّض من قِبل هوراشيو سبراج القنصل الأمريكي في جبل طارق، من النقيب شوفيلدت في البحرية الأمريكية، فبحسب رأي شوفيلدت العلامات على المقدمة لم تكن من صنع الإنسان، لكنها جاءت من أعمال البحر الطبيعية المتعلقة بأخشاب السفينة.
ومع عدم وجود شيء ملموس يدعم شكوكه، أطلق فلود سراح ماري سليست على مضض من خلال السلطان القضائي للمحكمة يوم 25 فبراير، وبعد أسبوعين، ومع طاقم مرفوع محليًا بقيادة القبطان جورج بلاتشفورد من ماساتشوستس، غادرت ماري سليست جبل طارق إلى جنوة. وقد تم البت في مدفوعات الإنقاذ في 8 أبريل عندما أعلن كوتشرين عن الجائزة: 1,700 جنيهًا إسترلينيًا، وهو ما يعادل خُمس القيمة الإجمالية للسفينة وحمولتها. كان هذا أقل بكثير من التوقعات العامة، وقد اِعتقَدت سُلطة واحدة أن الجائزة كانت يجب أن تكون ضعف أو حتى ثلاث أضعاف هذا المبلغ، نظرًا لمستوى الخطر في جلب السفينة المهجورة إلى الميناء. وكانت كلمات كوتشرين النهائية تنتقد مورهاوس بشدة بسبب قراره، في وقت سابق من الاستماع، وهو إرسال دي جراشا بقيادة ديڤو لتُسلِّم حمولتها من النفط، على الرغم من أن مورهاوس بقي في جبل طارق تحت تصرف المحكمة. كانت نبرة كوتشرين تحمل تضمينًا بارتكاب مخالفات، والتي، كما يقول هيكس، ضمَّنت أن مورهاوس وطاقمه «سيكونون تحت الاشتباه في محكمة الرأي العام إلى الأبد».

## حلول مقترحة

### وقوع جريمة
على الرغم من أن الأدلة في جبل طارق فشلت في دعم نظريات فلود بشأن القتل والتآمر، فإن شبهة وقوع جريمة بقيت. كان الاحتيال من أجل التأمين من جانب وينشستر موضع شبهة لفترة وجيزة، وهذا على أساس تقارير الصحف بأن ماري سليست كان مؤمَّنًا عليها بشكل مفرط جدًا. وقد تمكن وينشستر من دحض هذه الإدعاءات، ولم تكن هناك استفسارات من قِبل شركات التأمين التي أصدرت السياسات. وفي سنة 1931 اقترح مقال في مجلة «كوارترلي ريڤيو» (بالإنجليزية: Quarterly Review)‏ أن مورهاوس ربما بقي وانتظر ماري سليست ثم استدرج بريجز وطاقمه على متن دي جراشا وقتلوهم هناك. وقد علَّق پول بيج في روايته للغز أن النظرية تتجاهل الحقائق التي لا خلاف عليها: دي جراشا غادرت نيويورك بعد ثمانية أيام من مغادرة ماري سليست، وكانت سفينة أبطأ، وما كانت لتلحق بماري سليست قبل أن تصل الأخيرة إلى جبل طارق. وهناك نظرية أخرى افترضت أن بريجز ومورهاوس كان شريكان في مؤامرة من أجل تقاسم حصة إجراءات الإنقاذ. الصداقة التي لا أساس لها بين القبطانين التي ذكرها المعلقون جعلت هذه الخطة تفسيرًا معقولًا. يُعلِّق هيكس بأنه «لو كان بريجز ومورهاوس خططا لمثل هذا الاحتيال، ما كانا ليبتكرا مثل هذا الغموض الذي يلفت الانتباه»، كما أنه يسأل أيضًا، إذا كان بريجز ينوي أن يختفي بشكل دائم، فلماذا ترك ابنه آرثر وراءه.
اقترحت نظريات أخرى لوقوع الجريمة هجومًا من قِبل قراصنة الريفيون الذين كانوا نشطين قبالة ساحل المغرب في سبعينات القرن التاسع عشر. وذكر تشارلز إيدي فاي في روايته سنة 1942 أن القراصنة قاموا بنهب السفينة، غير أن الممتلكات الشخصية للقبطان والطاقم، وبعضها ذات قيمة كبيرة لم تُمس. وفي سنة 1925 اِعتقَد چون جيلبرت لوكهارت أن بريجز، في نوبة من الهوس الديني، ذبح كل من كانوا على متن السفينة ثم قتل نفسه. وفي طبعة لاحقة من كتابه، اعتذر لوكهارت الذي كان وقتها قد تحدّث مع أحفاد بريجز، وتراجع عن هذه النظرية.

### قارب النجاة
في رأي كوب، نقل الطاقم إلى القارب ربما كان إجراء أمني مؤقت، وتكهن من تقرير ديڤو عن حالة التجهيزات والحبال بأن الحبل الرئيسي لرفع الأشرعة ربما اُستُخدِم لربط القارب بالسفينة، من أجل تمكين المجموعة من العودة إلى السفينة عند زوال الخطر، ولكن لو كان الحبل قد انفصل بعد ذلك لكانت ماري سليست أبحرت بعيدًا وهي فارغة تاركة القارب يغرق ببطء بمن عليه. وأشار بيج إلى عدم منطقية ربط القارب بسفينة يعتقد طاقمها أنها على وشك أن تنفجر أو تغرق، بينما سأل الكاتب ماكدونالد هاستينج ما إذا كان بريجز، وهو قبطان خبير، نفَّذ إخلاء مذعور للسفينة عندما «إذا كانت ماري سليست قد فجرت أخشابها، كانت ستظل رهانًا أفضل للبقاء على قيد الحياة أكثر من قارب السفينة». إذا كان هذا هو ما حدث، فإن بريجز «تصرف مثل الأحمق؛ والأسوأ، كشخص خائف».

### ظاهرة طبيعية

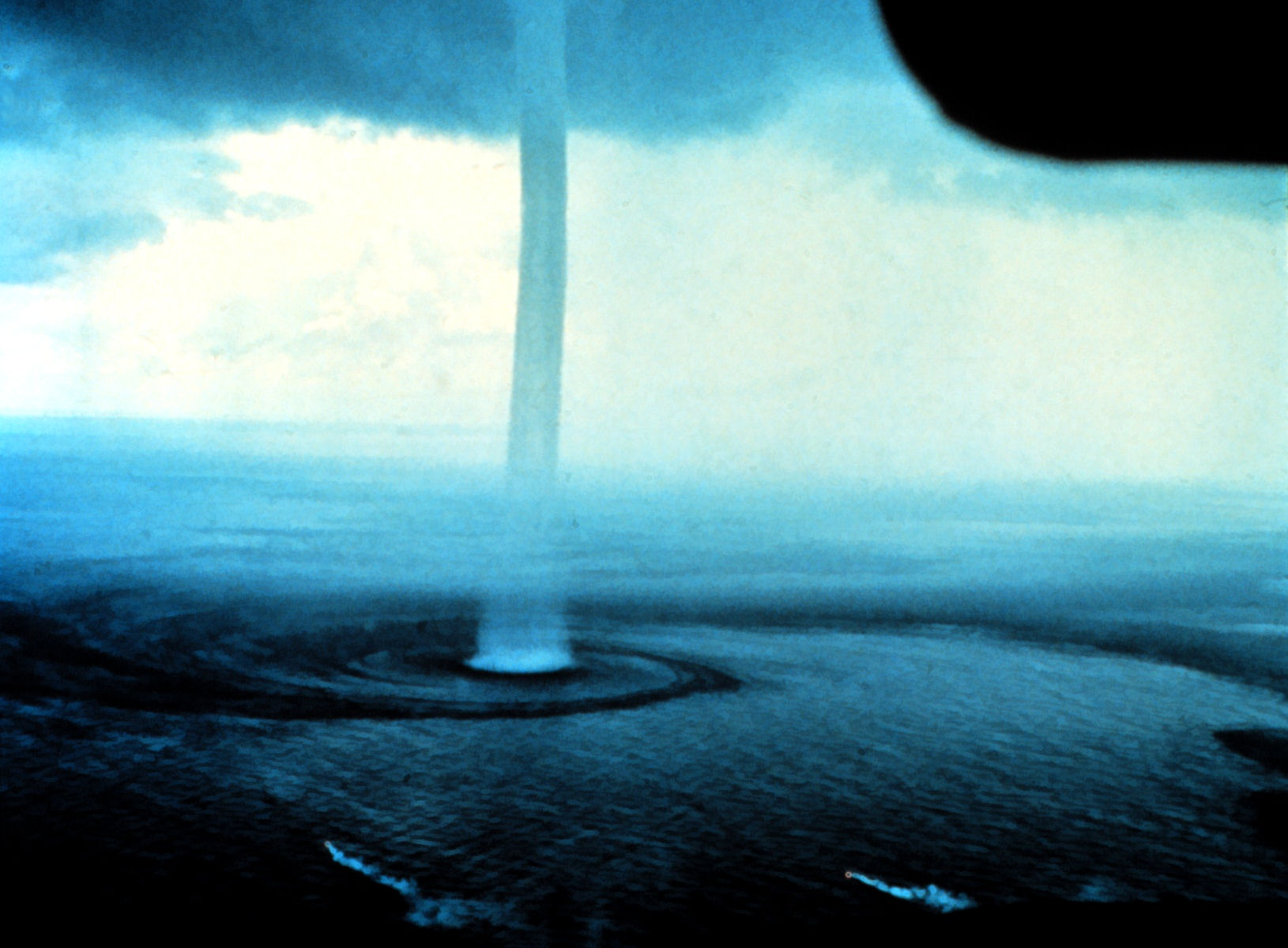
عمود مائي صُوِّر قبالة فلوريدا سنة 1969، تم تقديم الأعمدة المائية كحل محتمَل للغز ماري سليست.

يتفق المعلِّقون بشكل عام على أنه لكي يتم تعجيل مثل هذا الفِعل كهجر سفينة تبدو سليمة وصالحة للإبحار، مع وجود مؤن كثير، فلا بد من ظهور ظرف استثنائي ومخيف. وفي دليله بشأن الاستفسار، غامر ديڤو بتفسير مبني على أساس قضيب السبر الذي عُثِر عليه على سطح السفينة. واقترح أن بريجز أخلى السفينة بعد أن بدا أن هناك عطل في المضخات أو أي حادث مؤسف آخر، معطيًا انطباعًا خاطئًا بأن السفينة كانت تمتلئ بالماء بسرعة. ضربة قاسية لعمود مائي قبل ترك السفينة يمكن أن تفسر كمية المياه التي دخلت السفينة، والحالة البالية لتجهيزاتها وأشرعتها. وربما يكون الضغط الجوي المنخفض الذي أحدثه العمود دفع المياه للصعود من قاع السفينة إلى داخل المضخات، مما دفع الطاقم لافتراض أن المياه التي دخلت السفينة أكثر من التي دخلتها بالفعل، وأنها كانت مُعرَّضةً لخطر الغرق.
التفسيرات الأخرى المقدَّمة هي الظهور المحتمَل لجبل جليدي نازح، والخوف من الارتطام به أثناء إيقاف السفينة بسبب قِلة الرياح، وزلزال بحري مفاجئ. تشير الأدلة الهيدروجرافية إلى أن انجراف جبل جليدي إلى هذا المكان لم يكن محتمَلًا، ولو كان قد حدث كانت السفن الأخرى ستراه. وقد أعطى بيج مزيدًا من الاعتبار لنظرية أن ماري سليست أثناء توقفها بسبب قلة الرياح بدأت تنجرف نحو شُعاب دولابارات قبالة جزيرة سانتا ماريا. تفترض النظرية أن بريجز، خوفًا من أن تجنح سفينته، أطلق القارب على أمل الوصول إلى الأرض. وبعد ذلك استطاعت الرياح أن تأخذ ماري سليست بعيدًا عن الشعاب، في حين أن ارتفاع البِحار غمر القارب وأغرقه. ويكمن ضعف هذه النظرية في أنه لو توقفت السفينة بسبب قلة الرياح كانت كل الأشرعة ستكون مضبوطة بحيث تلتقط أي نسيم متاح، إلا أنه تم العثور على السفينة وكان العديد من أشرعتها ملفوفًا.
كان يمكن لزلزال بحري أن يتسبب في حدوث اضطرابات كافية على السطح تُتْلِف أجزاءً من حمولة ماري سليست، وبالتالي إطلاق أبخرة ضارة، وارتفاع المخاوف من حدوث انفجار وشيك ربما جعل بريجز يأمر بإخلاء السفينة؛ وتُشير الكوات المفتوحة إلى إجراء تفتيش أو محاولة للتهوية. وقد لفتت نيويورك وورلد في 24 يناير 1886 الانتباه إلى حالة انفجار لسفينة كانت تحمل كحولًا. واستشهدت نفس الصحيفة في العدد الصادر في 9 فبراير 1913 بتسرب الكحول من خلال عدة براميل مسامية كمصدر للغازات التي ربما تسببت أو هددت بحدوث انفجار في مخزن ماري سليست. كان أوليڤر كوب ابن عم بريجز مؤِّيدًا قويًا لهذه النظرية بحيث قدَّمت سيناريو مخيف بشكل كافي - قرقرة من المخزن ورائحة الأبخرة المتسربة وانفجار محتمَل - ليأمر بريجز بإخلاء السفينة. وفي عجلته من أجل مغادرة السفينة قبل انفجارها، ربما فشل بريجز في تأمين القارب بشكل صحيح مع خط السحب. وكان يمكن لنسيم مفاجئ أن ينفخ السفينة بعيدًا عن رُكّاب القارب مما جعلهم يستسلمون للظروف. ولكن نقص الأضرار الناجمة عن الانفجار والحالة السليمة للحمولة عند اكتشافها يميل إلى إضعاف هذه الحالة. وفي سنة 2006 اُجرِيت تجربة للقناة الخامسة لتلفزيون المملكة المتحدة من قِبل أندريا سيلا من كلية لندن الجامعية، وقد ساعدت النتائج على إحياء نظرية «الانفجار». بنى سيلا نموذجًا للمخزن مع ورق مقوى يمثل البراميل، وخلق انفجارًا باستخدام غاز البوتان تسبب في انفجار كبير وكرة من اللهب، ولكن خلافًا لما كان متوقَّعًا لم يحدث ضرر داخل نسخة المخزن المطابِقة، «ما خلقناه كان نوعًا من انفجار موجة الضغط. كانت هناك كرة مذهلة من اللهب، ولكن خلفها، كان الهواء باردًا نسبيًا، لم يخلف وراءه سخامًا، ولم يكن هناك حرق أو حرارة شديدة».

### احتقان المضخة
هناك نظرية حديثة - وضعها الوثائقي «القصة الحقيقية لماري سليست» (بالإنجليزية: The True Story of the Mary Celeste)‏ من «قناة سميثونيان» (بالإنجليزية: Smithsonian Channel)‏ سنة 2007 - لهجر السفينة؛ هي احتمالية احتقان المضخة والعطل الفعّال. لقد استُخدِمت ماري سليست لنقل الفحم، المعروف بغباره، قبل تحميلها بالكحول الصناعي. وبما أنه قد تم العثور على المضخة مفكَّكة على السطح، فربما كان الطاقم يحاول إصلاحها من الاحتقان. وبما أن الهيكل كان مليئًا بالكامل، فلم يكن لدى القبطان أي طريقة للحكم على كمية المياه التي دخلت السفينة أثناء الإبحار في البحار الهائجة. ويُعتقَد أيضًا أن الكرونومتر كان معيبًا، مما يعني أن بريجز ربما أمر بترك السفينة مُعتقِدًا أنهم قريبون من سانتا ماريا، وهُم في الواقع كانوا يبعدون عنها مسافة 120 ميلًا غربًا.

## الأساطير والتواريخ الخاطئة

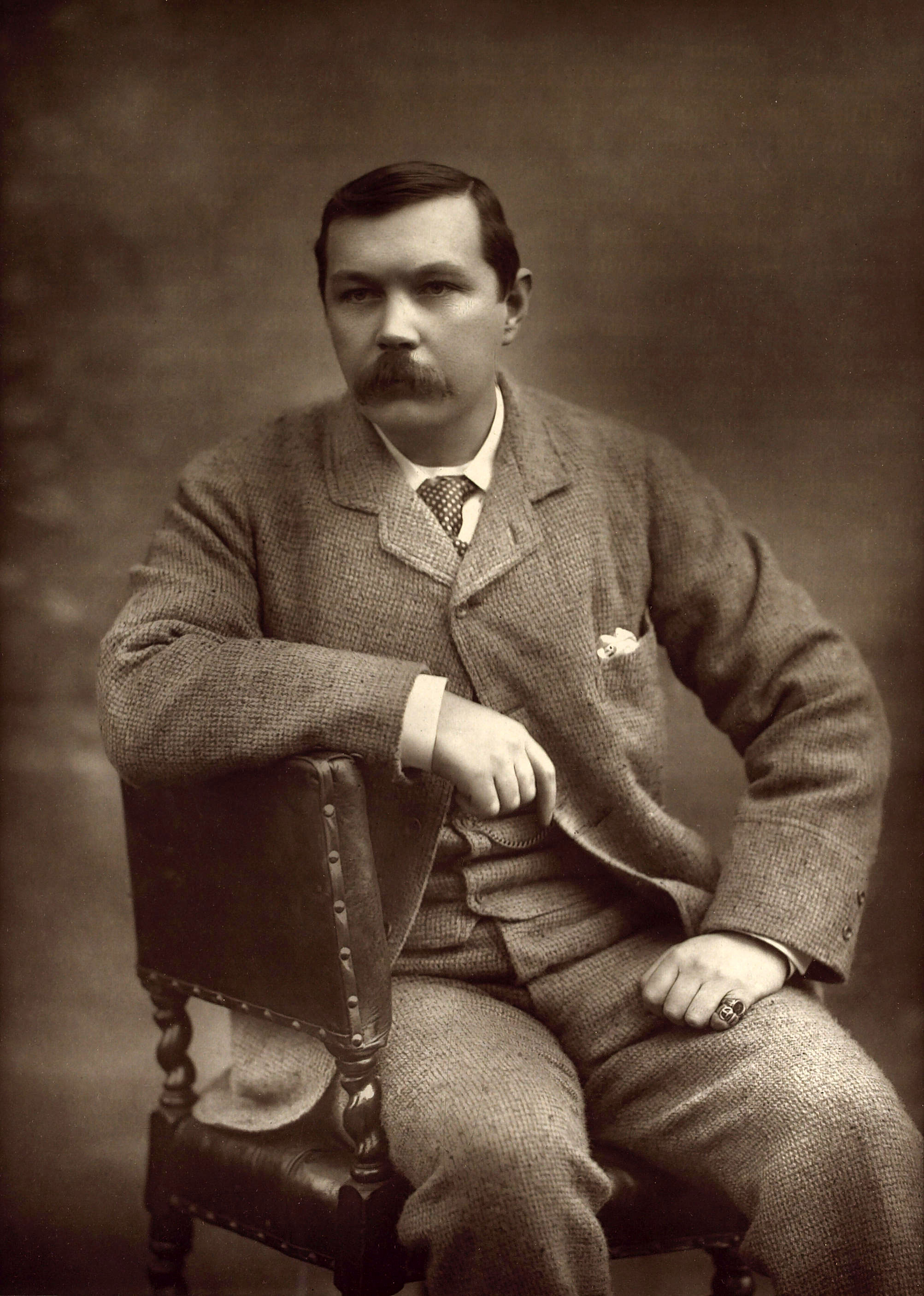
آرثر كونان دويل الذي فعلت قصته القصيرة في سنة 1884 الكثير لنشر أساطير ماري سِلِّيست.

في العقود التالية، أصبح كل من الحقيقة والخيال متشابكين. ففي يونيو 1883 أعادت لوس أنجلوس تايمز سرد قصة ماري سِلِّيست بالتفصيل المختلَق: «كل شراع كان مضبوطًا، ذراع الدفة تم ربطه بسرعة، ليس من حبل كان في غير مكانه... كانت النار مشتعلة في المطبخ. والعشاء لم يتم تذوقه وكان باردًا بالكاد... [كان] السجل مكتوبًا حتى ساعة اكتشافها». وبعد عشرين عامًا في نوڤمبر 1906 في مجلة «أوڤرلاند آند آوت ويست ماجازين» (بالإنجليزية: Overland Monthly and Out West Magazine)‏ سُجِّلت ماري سليست كسفينة منجرفة قبالة جزر الرأس الأخضر، على مسافة تبعد حوالي 1,400 ميلًا بحريًا (2,600 كم) جنوب الموقع الفِعلي. ومن بين العديد من انعدام الدقة، كان الضابط الأول «رجل يدعى بريجز»، وكان هناك دجاج حَيّ على متنها.
الرواية الأكثر تأثيرًا، والتي وفقًا لكثير من المعلقين ضمنت أن قضية ماري سليست لن تُنسى أبدًا، كانت قصة عدد يناير 1884 من مجلة «ذي كورنهيل ماجازين» (بالإنجليزية: The Cornhill Magazine)‏. كانت عملًا مبكرًا لجرّاح السفن ذو الـ25 عامًا وقتها آرثر كونان دويل. قصة دويل التي حملت عنوان «بيان چيه هاباكوك چيفسون» (بالإنجليزية: J. Habakuk Jephson's Statement)‏ لم تلتزم بالحقائق. فقد أعاد تسمية السفينة باسم (Marie Celeste)، وكان اسم القبطان چيه دبليو تيبس، والرحلة المميتة جرت في سنة 1873 وكانت من بوسطن إلى لشبونة، وحملت السفينة رُكّابًا من بينهم
شخصية اسمها چيفسون. وفي القصة، راكب آخر وهو متعصب يدعى سيپتيموس جورينج يكره العِرق الأبيض، وقد حرّض أعضاء الطاقم على قتل تيبس وأخذوا السفينة إلى شواطئ غرب أفريقيا. وهنا، قُتلت بقية المجموعة التي كانت على متن السفينة باستثناء چيفسون الذي نجا لأنه لأن يملك سِحْرًا بَجَّله جورينج وشركائه في الجريمة. لم يتوقع دويل أن تؤخذ قصته على محمل الجد، ولكن سپراج، الذي كان لا يزال القنصل الأمريكي في جبل طارق، كان مفتونًا بشكل كافي ليستفسر عما إذا كان أي جزء من القصة حقيقيًا.
وفي سنة 1913، قدَّمت مجلة «ذي ستراند ماجازين» (بالإنجليزية: The Strand Magazine)‏ رواية أخرى مزعومة لشخص ناجي يدعى أبيل فوسديك، ويُفترض أنه أحد مضيفي ماري سليست. في هذه النسخة جميع من كانوا على متن السفينة (باستثناء فوسديك) غرقوا وأكلتهم القروش بعد أن انهارت بهم إلى البحر منصة مؤقتة كانوا قد احتشدوا فيها لمشاهدة مسابقة للسباحة. وعلى عكس قصة دويل، اقترحت المجلة هذه القصة كحلٍ للغز، ولكنها احتوت على بعض الأخطاء البسيطة: «جريجز» بدلًا من «بريجز»، و«بويس» بدلًا من «مورهاوس»، وابنة بريجز عمرها سبع سنوات بدلًا من سنتين، والطاقم مكوَّن من 13 شخصًا والجهل باللغة البحرية. عدد أكبر بكثير من الناس كانوا مقتنعين بخدعة أدبية معقولة في العقد 1920 ارتكبها الكاتب الأيرلندي لورانس چيه كيتينج. مرة أخرى قُدِّمت باعتبارها قصة لناجي يدعى چون پيمبرتون، وهذه حكت رواية معقدة عن القتل والجنون والتواطؤ مع دي جراشا. وتضمنت أخطاءً أساسية، مثل استخدام اسم دويل (Marie Celeste)، والخطأ في أسماء المسؤولين الرئيسيين. وبرغم ذلك كانت القصة مُقنِعة جدًا حتى أن صحيفة نيويورك هيرالد تريبيون في 26 يوليو 1926 اِعتقدَت أن صحتها أبعد من أن تكون خلافية. ويصف هاستينج خدعة كيتنج بأنها «خدعة صفيقة، من قِبل رجل ليس بلا قدرة الخيال».
وفي سنة 1924 نشرت الديلي إكسپرس قصة بطل الحرب البحري المتقاعد القبطان آر لوسي، والذي رُوي بشكل مزعوم أنه كان رئيس بحارة سابق لماري سليست، ولكن لم يتم تسجيل مثل هذا الشخص في قائمة الطاقم المسجَّلة. ففي هذه القصة تم تصوير بريجز وطاقمه كطاقم كمفترِسين؛ يرون سفينة بخارية مهجورة، حيث يصعدون على متنها ويجدونها مهجورة، مع ما قيمته 3,500 جنيهًا استرلينيًا من الذهب والفضة في خزنتها. وقرروا تقسيم المال والتخلي عن ماري سليست والبحث عن حياة جديدة في إسپانيا، والتي يصِلون إليها باستخدام قوارب النجاة الخاصة بالسفينة البخارية. يجد هاستينج أنه من المدهش أن مثل هذه القصة بعيدة الاحتمال قد تم تصديقها على نطاق واسع لبعض الوقت، وقال بأن القُرّاء «خُدِعوا بسحر الطباعة».
وأشارت صحيفة «تشامبرزز چورنال» (بالإنجليزية: Chambers's Journal)‏ في 17 سپتمبر 1904 إلى أن كل من كانوا على متن ماري سليست التُقِطوا واحد تلو الآخر من قِبل أخطبوط أو سبيدج عملاق. ووفقًا لمتحف التاريخ الطبيعي يمكن للسبيدج العملاق أن يصل طوله إلى 15 مترًا (49 قدمًا)؛ وقد عُرفوا بمهاجمة السفن. وذكر بيج أنه في حين أن مخلوقًا كهذا يمكن تَصوُّر أنه اِلتَقَط أحد أفراد الطاقم، فإنه بالكاد استطاع أخذ القارب وأدوات الملاحة الخاصة بالقبطان. واقترحت تفسيرات أخرى حدوث تدخل خارق للطبيعة؛ تَصِف طبعة غير مؤرَّخة لمجلة علم التنجيم «بريتش چورنال أوف أسترولوجي» (بالإنجليزية: British Journal of Astrology)‏ قصة ماري سليست بأنها «تجربة صوفية، مرتبطة بعمليات تفكير منطقي تتجاوز قوة الفهم الإنساني العادي، مع الهرم الأكبر في الجيزة، وقارة أطلانتس المفقودة، وحركة إسرائيل البريطانية». وقد تم التذرع بمثلث برمودا على الرغم من أن ماري سليست هُجرت في جزء مختلف تمامًا من المحيط الأطلسي. وقد نظرت الخيالات المماثلة في نظريات الاختطاف من قِبل الكائنات الفضائية في الأطباق الطائرة.

## الإبحار اللاحق والرحلة الأخيرة

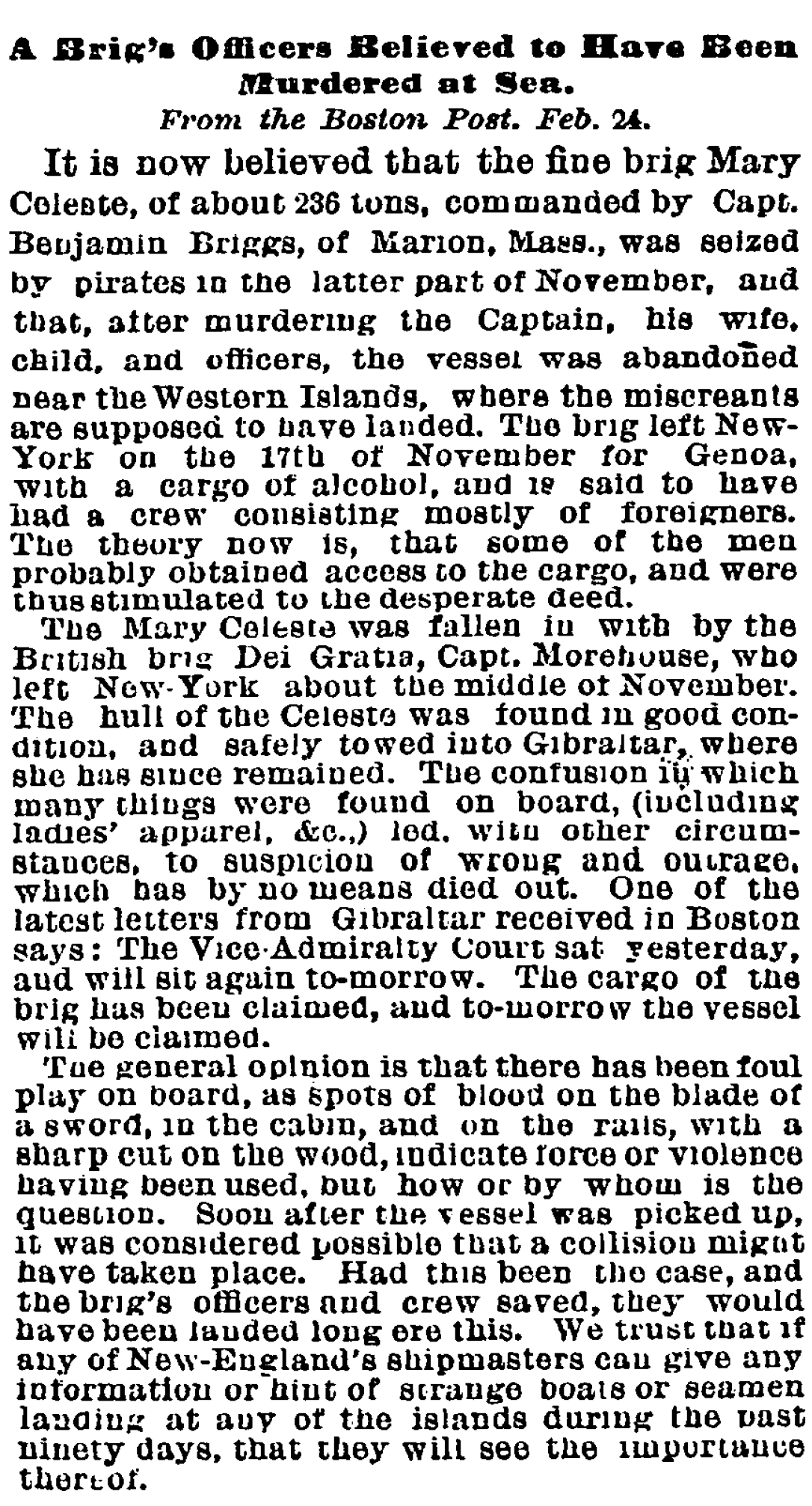
"يَعتقد ضباط البريج بوقوع قتل في البحر"، النيويورك تايمز، 24 فبراير 1873.

غادرت ماري سليست جنوة في 26 يونيو 1873، ووصلت إلى نيويورك في 19 سپتمبر. وقد جعلتها جلسات الاستماع في جبل طارق مع قصص الصحف عن سفك الدماء والقتل سفينة غير محبوبة شعبيًا؛ سجَّل هاستينج أنها «تفسخت على الأرصفة حيث لم يكن أحد يريدها». وفي فبراير 1874 باع الائتلاف التجاري السفينة بخسارة كبيرة إلى شَراكة لرجال أعمال في نيويورك.
أبحرت ماري سليست تحت هذه الملكية الجديدة بشكل رئيسي في مسارات غرب الهند والمحيط الهندي، وقد كانت تفقد المال بشكل منتظم. وظهرت تفاصيل رحلاتها في أخبار النقل البحري في بعض الأحيان؛ ففي فبراير 1879 ذُكِر أنها عند جزيرة سانت هيلينا، حيث أنها كانت قد طلبت مساعدة طبية لقبطانها إدجار توثيل حيث أُصيب بمرض. وقد توفي توثيل على الجزيرة، مشجعًا فكرة أن السفينة ملعونة؛ فقد كان ثالث قبطان لها يموت قبل أوانه. وفي فبراير 1880 باع المالكون ماري سليست إلى شَراكة من البوسطنيين يرأسها ويزلي جوڤ. وقد ظل القبطان الجديد توماس إل فليمينج في المنصب حتى أغسطس 1884 عندما تم استبداله بجيلمان سي پاركر. وخلال هذه السنوات تَغيَّر ميناء تسجيل السفينة عدة مرات، وذلك قبل العودة إلى بوسطن. ولا توجد سجلات لرحلاتها خلال هذا الوقت، على الرغم من أن بريان هيكس في دراسته حول القضية يؤكد أن جوڤ حاول جاهدًا أن يحقق لها النجاح.

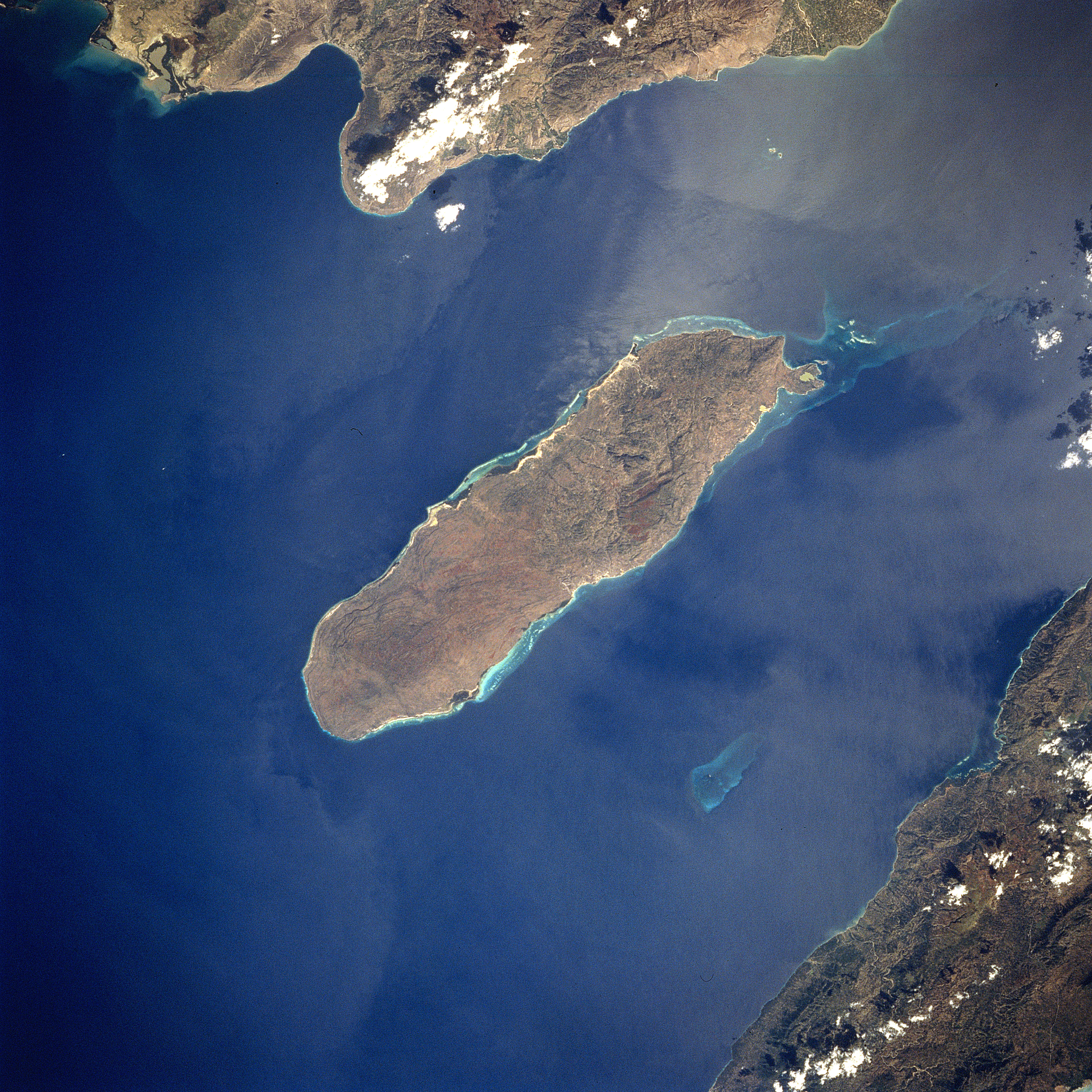
جزيرة جوناڤ، في خليج جوناڤ بهايتي. يمكن رؤية مصرف روتشيلويس نوعًا في القناة الجنوبية بين الجزيرة والبر الرئيسي.

وفي نوڤمبر 1884 تآمر پاركر من مجموعة من شاحِني بوسطن الذين ملأوا ماري سليست بحمولة هي إلى حد كبير بلا قيمة، وقد تم تزوير تمثيلها في بيان حمولة السفينة كسلع ثمينة بمبلغ 30.000 دولار أمريكي (860٬000 دولار اليوم). وفي 16 ديسمبر انطلق پاركر إلى پورت أو برينس ميناء هايتي الرئيسي والعاصمة. وفي 3 يناير 1885 اقتربت ماري سليست من الميناء عبر قناة بين جزيرة جوناڤ والبر الرئيسي، حيث توجد شعاب مرجانية كبيرة وحسنة التخطيط، عند مصرف روتشيلويس. أبحر پاركر بالسفينة عمدًا فوق هذه الشعاب المرجانية مما مزَّق قاعها وحطمها بشكل لا يمكن إصلاحه. ثم جدَّف هو والطاقم إلى اليابسة، حيث باع پاركر الحمولة القابلة للإنقاذ بمقابل 500 دولار للقنصل الأمريكي. ثم طالب بقيمة التأمين المزعومة.
وعندما أبلغ القنصل بأن ما قام بشرائه كان عديم القيمة تقريبًا، بدأ التأمين على السفينة تحقيقًا شاملًا، الذي سرعان ما كشف حقيقة الحمولة المؤمَّن عليها بشكل مفرط. وفي يوليو 1885 تمت محاكمة پاركر والشاحنين في بوسطن بسبب التآمر على ارتكاب احتيال التأمين. أُتّهِم پاركر بالإضافة إلى ذلك بـ«تعمُّد إلقاء السفينة بعيدًا»، وهي جريمة تُعرِف باسم «الإضرار البحري المتعمَّد» وهي في ذلك الوقت كانت تحمل عقوبة الإعدام. وقد تم الاستماع إلى حالة المؤامرة أولًا، ولكن في 15 أغسطس أعلنت هيئة المحلفين أنها لا تستطيع الاتفاق على حكم. وكان بعض المحلفين غير راغبين في المخاطرة بإصدار حكم يضر محاكمة پاركر الأساسية القادمة من خلال إدانته بتهمة التآمر. وبدلًا من طلب إعادة محاكمة باهظة الثمن، تفاوض القاضي على ترتيب سحب المدعى عليهم لمطالباتهم التأمينية وإعادة كل ما استلموه. وتم تأجيل تهمة الإضرار البحري المتعمد ضد پاركر وسُمح له بالخروج. ومع ذلك فقد تدمرت سمعته المهنية، ومات فقيرًا بعد ثلاثة أشهر. وأُصيب واحد من المتهمين معه بالجنون، وأقدم آخر على الانتحار.
وفي أغسطس سنة 2001 أعلنت بعثة استكشافية يرأسها عاِلم الآثار البحري والمؤلف كلايڤ كاسلر عن اكتشافها بقايا سفينة مضمنة في شعاب روتشيلويس. واستطاعوا إنقاذ بضعة قطع من الأخشاب وبعض الآثار المعدنية فقط، بينما ما تبقى من الحطام هو مفقود بداخل المرجان. وأشارت الاختبارات الأولية على الأخشاب إلى أنها كانت من النوع الذي اُستُخدِم على نطاق واسع في أحواض بناء السفن في نيويورك وقت تجديد ماري سليست سنة 1872، وبدا أن بقايا ماري سليست قد عُثِر عليها. ومع ذلك، أظهرت اختبارات علم تحديد أعمار الأشجار التي أجراها سكوت سانت جورج من هيئة المسح الجيولوجي الكندية أن الأخشاب جاءت من أشجار هي على الأرجح من ولاية جورجيا الأمريكية، والتي كانت ستظل تنمو في سنة 1894، بعد حوالي عشر سنوات من رحيل ماري سليست.

## الإرث وإحياء الذكرى
لم تكن ماري سِلِّيست هي أول حالة يتم الإبلاغ بخصوصها عن العثور على سفينة مهجورة بشكل غريب في أعالى البحار. وقد أدرج روپرت جولد - وهو ضابط بحري ومحقق في ألغاز البِحار - العديد من هذه الأحداث بين عامي 1840 و1855. وأيًا كانت حقيقة هذه القصص، فهي ماري سليست التي تم تذَّكرها. اسم السفينة أو التهجئة الخطأ (Marie Celeste) أصبحا في أذهان الناس مرادَفًا للفرار الذي لا يمكن تفسيره.
ففي أكتوبر 1955، السفينة «إم ڤي چوييتا» (بالإنجليزية: MV Joyita)‏، وهي سفينة ذات محرك تزن 70 طنًا، اختفت في جنوب المحيط الهادئ أثناء سفرها بين الساموا والتوكيلاو، مع وجود 25 شخصًا على متنها. عُثِر على السفينة بعد شهر مهجورة ومنجرفة شمال ڤانوا ليڤو على بُعد 600 ميل (970 كـم) عن مسارها. لم يُشاهَد أحد من الذين كانوا على متنها مرة أخرى، وفشلت لجنة تحقيق في إيجاد تفسير. المؤرخ الرئيسي للقضية ديڤيد رايت، وصف القضية بأنها «سر بحري كلاسيكي لنِسَب ماري سليست».
ألهمت قصة ماري سليست اثنتين من المسرحيات الإذاعية واللتين اُستُقبلتا بشكل جيد في العقد 1930، من قِبل إل جريد پيتش وتيم هيلي على التوالي، ونسخة على المسرح من مسرحية پيتش في سنة 1949. نُشِرت العديد من الروايات وقدَّمت عمومًا تفسيرات طبيعية بدلًا من الخيالية. وفي سنة 1935 أصدرت شركة الأفلام البريطانية «هامر فيلم پروداكشانز» (بالإنجليزية: Hammer Film Productions)‏ فيلم «لغز ماري سليست» (بالإنجليزية: The Mystery of the Mary Celeste)‏ (أعيد تسميته «سفينة الأشباح» (بالإنجليزية: Phantom Ship)‏ للجمهور الأمريكي) من بطولة بيلا لوجوسي كبحّار مختل. لم يحقق نجاحًا تجاريًا على الرغم من أن بيج يعتبره «قطعة تاريخية جديرة بالمشاهدة». وفي سنة 1938 قدَّم فيلم قصير بعنوان «السفينة التي ماتت» (بالإنجليزية: The Ship That Died)‏ دراما لمجموعة من النظريات لتفسير هجر السفينة: التمرد، والخوف من الانفجار بسبب أبخرة الكحول، والخوارق. وفي 24 يناير 1980، ركّزت حلقة من سلسلة تحقيقات الخوارق التلڤزيونية «في البحث عن...» (بالإنجليزية: In Search of...)‏ على اللغز.
تمت الإشارة إلى السفينة في الموسم الثاني من سلسلة الخيال العلمي على البي بي سي دكتور هو. في حلقة «رحلة طيران إلى خلود» (بالإنجليزية: Flight Through Eternity)‏ (1965)، حيث تظهر «تارديس» آلة الزمن الخاصة بالدكتور على ماري سليست، ويظهر «دالِكس» بعده أيضًا في آلة الزمن الخاصة به، مما جعل أفراد طاقم ماري سليست المذعورين يلقون بأنفسهم في البحر، ثم تختفيان آلتَيّ الزمن تاركتان السفينة مهجورة.
المؤلف چون والاس سپنسر، وهو مؤيد لنظرية الاختطاف من قِبل الأجسام الطائرة المجهولة، ظهر في حلقة من برنامج الألعاب الأمريكي «قَول الحقيقة» (بالإنجليزية: To Tell the Truth)‏ سنة 1973، التي تم فيها تحديد ماري سيلست عن طريق الخطأ بأنها هُجرت في مثلث برمودا.
وفي نوڤمبر 2007 عرضت «قناة سميثونيان» الوثائقي «القصة الحقيقية لماري سليست»، الذي حقق في العديد من جوانب القضية دون تقديم حل واضح.
وفي أكتوبر 2020 صدر فيلم رعب أمريكي بعنوان «مطاردة ماري سليست» (بالإنجليزية: Haunting of the Mary Celeste)‏.
تم إحياء ذكرى ماري سليست وطاقمها المفقود بواسطة نُصب تِذكاري في موقع بناء البريجانتين في جزيرة سپينسر، ومن خلال دار سينما خارجية تِذكارية بُنيت على شكل هيكل السفينة. وتم إصدار طوابع بريدية من قِبل جبل طارق (مرتين) لإحياء ذكرى هذه الحادثة، ومن قِبل المالديڤ (مرتين، احداهما كانت بالتهجئة الخطأ Marie Celeste).

## الملاحظات
1. ↑  يعطي المؤرخ تشارلز إيدي فاي تفاصيل مختلفة عن الرحلة الأولى، ففي روايته، ذهبت أمازون أولًا إلى ميناء وينزور بنوڤا سكوشا، حيث كانت محملة بالجص لنقله إلى نيويورك.[6]
2. ↑  سبب اختيار الاسم غير واضح، أشار بيج إلى أن ماري سِلِّيست كانت ابنة غير شرعية للفلكي جاليليو، وكان أيضًا اسم راهبة معروفة جيدًا، وربما كانت لأي منهن أثر على هينس.
3. ↑  غرقت چوليا أيه هالوك خلال عاصفة في خليج بسكاي في 8 يناير 1873، بينما كان لغز ماري سليست قيد المناقشة في جبل طارق. غرق القبطان أوليڤر بريجز مع السفينة، والتي كان هناك ناجيًا واحدًا فقط منها.
4. ↑  في تاريخهما للألغاز غير المحلولة، ذكر ليونيل وپاتريشيا فانثورپ الصداقة وعشاء الوداع كحقيقة،[40] بينما تشكك فيه كُتّاب آخرون، مثل پول بيج بشكل خاص: "لا ينبغي الشك في سُلطة السيدة مورهاوس، ولكن في هذه الحالة يبدو من غير المتصوَّر أن هذه الصداقة، إذا وُجِدت، لم يتم ذِكرها خلال جلسات استماع الإنقاذ أو بعدئذ تم تأكيدها بشكل مستقل من قِبل عائلة القبطان بريجز".[41]
5. ↑  "توقيت البحر" في القرن التاسع عشر كان متقدمًا عن توقيت البَر بـ12 ساعة، وبالتالي في توقيت البحر بدأ اليوم الجديد في الساعة 12 ظهرًا.[42]
6. ↑  في نظرية فلود المتنازع عليها، لفت فاي الانتباه إلى حالة السفينة "وليام إل وايت" (بالإنجليزية: William L. White)‏، التي انجرفت في عامي 1888-89 وهي غير مأهولة لأكثر من 5,000 ميل بحري (9,300 كـم) خلال فترة 10 أشهر، حيث تمت ملاحظتها من قِبل 45 مركبة بحرية أخرى.[61]
7. ↑  على الرغم من أن هذه الاستنتاجات كانت معروفة لكوتشرين وفلود، فقد مُنع نشرها لمدة 14 سنة، مما سمح لقصص إراقة الدماء والعنف المحتمَلة لأن تبقى في أذهان العامة.
8. ↑  في جنوة، 9 من براميل الكحول البالغ عددها 1,701 وُجِدت خالية، بسبب التسرب أو أضرار طفيفة. وكانت البراميل المتبقية سليمة، قد اُعتُبر ذلك خسارة مقبولة من حمولة من هذا النوع.[89]
9. ↑  النص الكامل لقصة كونان دويل في "J. Habakuk Jephson's Statement". The Cornhill Magazine: 1–32. يناير 1884.
10. ↑  نشرت صحيفتان بريطانيتان هن ذي تايمز وذي مانشستر جارديان تقارير في فبراير 1973 ذكرت بقع الدم المفترَضة وظهور العنف.[111][112] وأعربت "ذي بوسطن پوست" (بالإنجليزية: The Boston Post)‏ في 24 فبراير عن الرؤية بأن أفراد الطاقم "معظمهم من الأجانب" حصلوا على الكحول ثم قتلوا بريجز وزوجته والطفلة والضباط قبل أن يفروا إلى "الجزر الغربية".[113] وفي 24 مارس كتبت وزارة الخزانة الأمريكية في منشور عن "شكوك خطيرة" بحدوث قتل من قِبل الطاقم في غضب مخمور شديد.[114]
11. ↑  يصف بيج جولد بأنه "باحث ذو قدرة وذكاء وموثوق"، لكنه يؤكد أنه "ليس من السهل دائمًا التحقق من صحة مثل هذه القصص... لأن الحقائق والتفاصيل تتغير مع مرور القصة من خلال العديد من الروايات وإعادة روايتها".[130]

## وصلات خارجية
- ماري سليست على موسوعة بريتانيكا. (بالإنجليزية)
- ماري سليست - الحقيقة لا الخيال. (بالإنجليزية)
- صور كلايڤ كاسلر لماري سليست في «الوكالة الوطنية لما تحت الماء والبحرية» (NUMA). (بالإنجليزية)